# 2004年欧州議会議員選挙 (ドイツ)
2004年欧州議会議員選挙（2004ねん おうしゅうぎかい ぎいんせんきょ）は、欧州連合の議決機関である欧州議会の議員を選出するために行われた選挙で、加盟国の一員であるドイツ連邦共和国では6月13日に実施された。本稿ではドイツにおける欧州議会議員選挙の結果について取り上げる。

## 選挙データ
- ドイツ割り当て分 - 99議席
- 選挙方式 - 比例代表（ヘアー式最大少数法）（最低でも 5% 以上の得票を得るのが、議席配分を得るための条件となる）

1. 政党は全国共通の政党リストか、州ごとのリストを提出する。同じ政党の州リストは全国で結合して、議席配分を受けることが可能。実際には、CSU はバイエルン州のみで名簿を提出し、CDU はそれ以外の州ごとの名簿を連邦全体（バイエルン州は除外）で結合している。
2. 有権者は政党リスト（拘束名簿）にいずれか一つに投票。
3. 議席配分は、全国での投票（CSU はバイエルン州だけで、CDU は結合のもの）によって、ヘアー式最大少数法（最大剰余方式）で配分。

出典：西平重喜著『各国の選挙』（木鐸社）より
- 議員の任期：5年

## 選挙結果
- 有権者数 - 61,682,394名
- 投票率 - 43.0％
- 投票者数 - 26,523,104名
- 有効票数 - 25,783,678票

| 党派                               | 党派                           | 得票数    | 得票率 (%) | 議席数 |
| ---------------------------------- | ------------------------------ | --------- | ---------- | ------ |
| キリスト教民主・社会同盟 (CSU/CDU) | ドイツキリスト教民主同盟 (CDU) | 9,412,997 | 36.5       | 40     |
| キリスト教民主・社会同盟 (CSU/CDU) | キリスト教社会同盟 (CSU)       | 2,063,900 | 8.0        | 9      |
| ドイツ社会民主党 (SPD)             | ドイツ社会民主党 (SPD)         | 5,547,971 | 21.5       | 23     |
| 同盟90/緑の党 (B90/G)              | 同盟90/緑の党 (B90/G)          | 3,079,728 | 11.9       | 13     |
| 民主社会党 (PDS)                   | 民主社会党 (PDS)               | 1,579,109 | 6.1        | 7      |
| 自由民主党 (FDP)                   | 自由民主党 (FDP)               | 1,565,431 | 6.1        | 7      |
| 合計                               | 合計                           | 合計      | 合計       | 99     |

- 出典：6.Wahl zum Europäischen Parlament am 13.Juni 2004